# فاديم يفتوشينكو
فاديم يفتوشينكو (مواليد 1 يناير 1958) هو لاعب كرة قدم. لعب مع منتخب الاتحاد السوفيتي لكرة القدم. سبق له أن لعب في كأس العالم لكرة القدم مع منتخب بلاده.

## روابط خارجية
- فاديم يفتوشينكو على موقع الاتحاد الدولي (مؤرشف)  (الإنجليزية)
- فاديم يفتوشينكو على موقع الاتحاد الأوربي (الإنجليزية)
- فاديم يفتوشينكو على موقع قاعدة بيانات كرة القدم.إي يو (الإنجليزية)
- فاديم يفتوشينكو على موقع ناشيونال فوتبول تيمز (الإنجليزية)
- فاديم يفتوشينكو على موقع كووورة